# Tupaia javanica
Tupaia javanica är en däggdjursart som beskrevs av Thomas Horsfield 1822. Tupaia javanica ingår i släktet Tupaia och familjen spetsekorrar. IUCN kategoriserar arten globalt som livskraftig. Inga underarter finns listade i Catalogue of Life.
Denna spetsekorre förekommer på Sumatra, på Java och på några mindre öar i regionen. Arten vistas i låglandet och i bergstrakter upp till 1700 meter över havet. Habitatet utgörs av skogar. Individerna klättrar främst i växtligheten och kommer ibland ner till marken.

## Bildgalleri

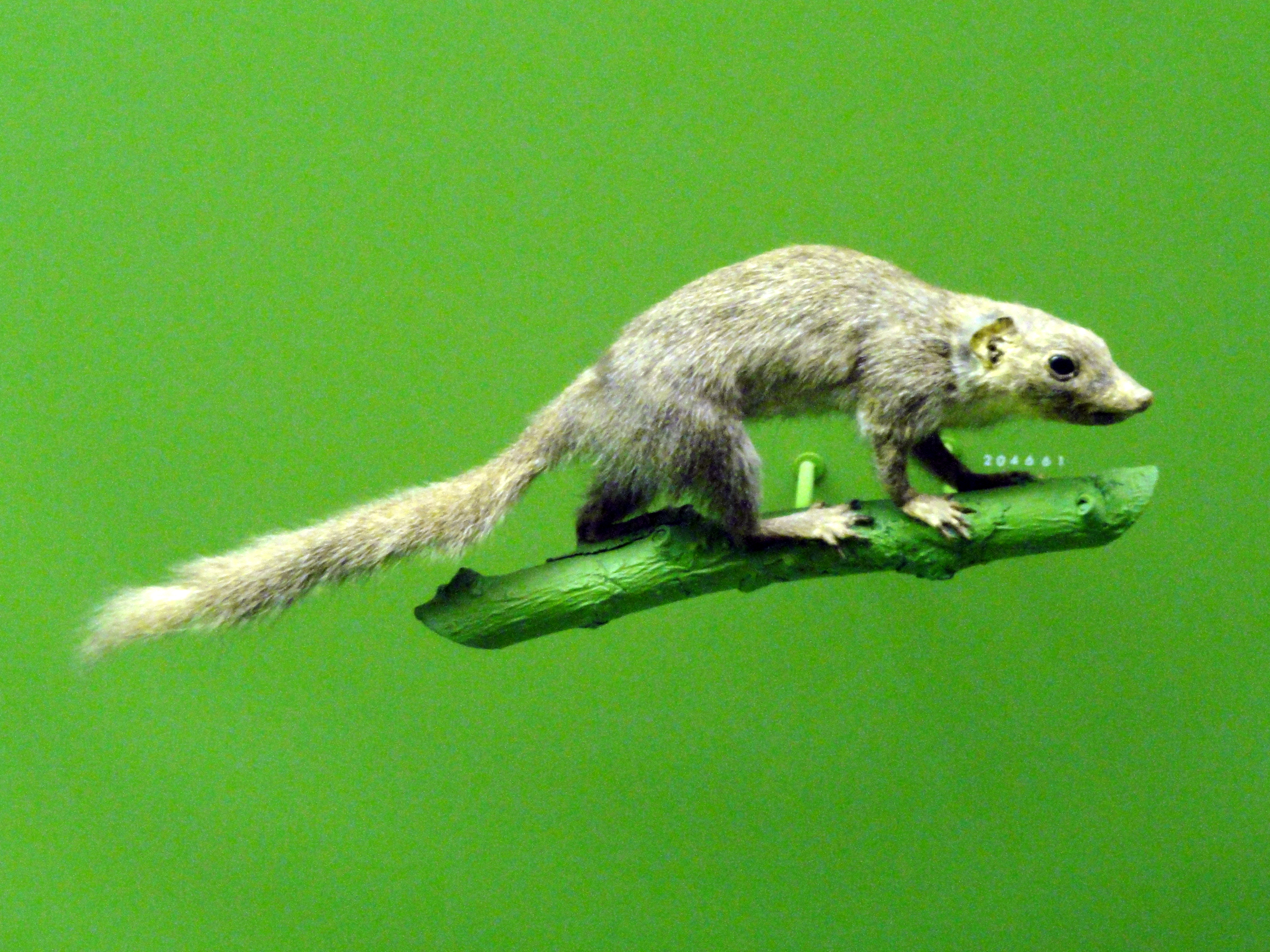